# Inflammasom
Inflammasomer er en del af det medfødte immunsystem, der aktiverer inflammatoriske kaskader og koordinering af værtsforsvaret, både via aktivering og sekretion af proinflammatoriske cytokiner og induktion af en specialiseret form for immunstimulerende programmeret celledød  betegnet pyroptose.
Inflammasomer findes i cytoplasmaet af mange celler bl.a. makrofager og epitelceller og er proteinoligomerer, dvs. multiproteinkomplekser, af forstadiet af det proteinspaltende enzym pro-caspase-1 og proteiner, der aktiverer caspasen.
Aktiveringen af caspase-1 medfører proteolytisk spaltning og sekretion af de proinflammatoriske cytokiner interleukin 1β (IL-1β) og interleukin 18 (IL-18). Aktivering af inflammasomer medfører desuden spaltning af Gasdermin-D, hvis N-terminale fragment inducerer pyroptose, en proinflammatorisk form for programmeret celledød.
I tilfælde af dysregulering af aktiveringen af inflammasomerne kan der opstå bl.a. autoimmune, metaboliske og neurodegenerative sygdomme og kræft.

## Aktivering
Aktiveringen af inflammasomer startes af cytosoliske receptorer (de såkaldte pattern recognition receptorer, PRR’er), der reagerer på patogeners karakteristiske polysakkarider og glykoconjugater (LPS og lipoteichoinsyrer) og nukleinsyrer. 
Aktiveringen af inflammasomer startes også af interleukin 1 alpha (IL-1α).

## Struktur
Inflammasomer er multiproteinkomplekser opbygget af tre proteiner, jvf. diagrammet:
- forstadiet af det proteinspaltende enzym pro-caspase-1
- adaptorproteinet ASC (apoptose-associeret speck-lignende protein med et CARD, caspase-recruitment domain)
- sensorproteinerne 
  - NLRP3 eller NLRP1 (Nucleotide-binding oligomerization domain, Leucine rich Repeat and Pyrin domain)
  - AIM2 (Absent In Melanoma) eller
  - NLRC4 (Nucleotide-binding oligomerization domain, Leucine-rich Repeat, CARD domain containing).